# Палумба, Джованни Баттиста
Джованни Баттиста Палумба (итал. Giovanni Battista Palumba) — итальянский рисовальщик, гравёр и печатник, работавший в начале XVI века, в период Высокого Возрождения. Известны четырнадцать гравюр резцом на меди и одиннадцать ксилографий его работы. Подписанные гравюры датируются примерно 1500—1511 годами.

## Монограммы художника
Имя Палумба происходит от монограммы, которой подписано большинство гравюр художника: инициалы «IB», за которыми следует небольшое изображение птицы, похожей на голубя. Итальянское слово «palоmbo» означает «голубь» (латинское название обыкновенного лесного голубя — Columba palumbus), а на латыни начальная буква имени Джованни — I, означающая Иоанна. Его не следует путать с Мастером И. Б. (Master I.B.), немецким гравёром и печатником, работавшим в Нюрнберге в 1523—1530 годах.

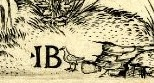
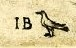
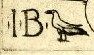
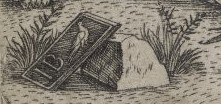

## Биография

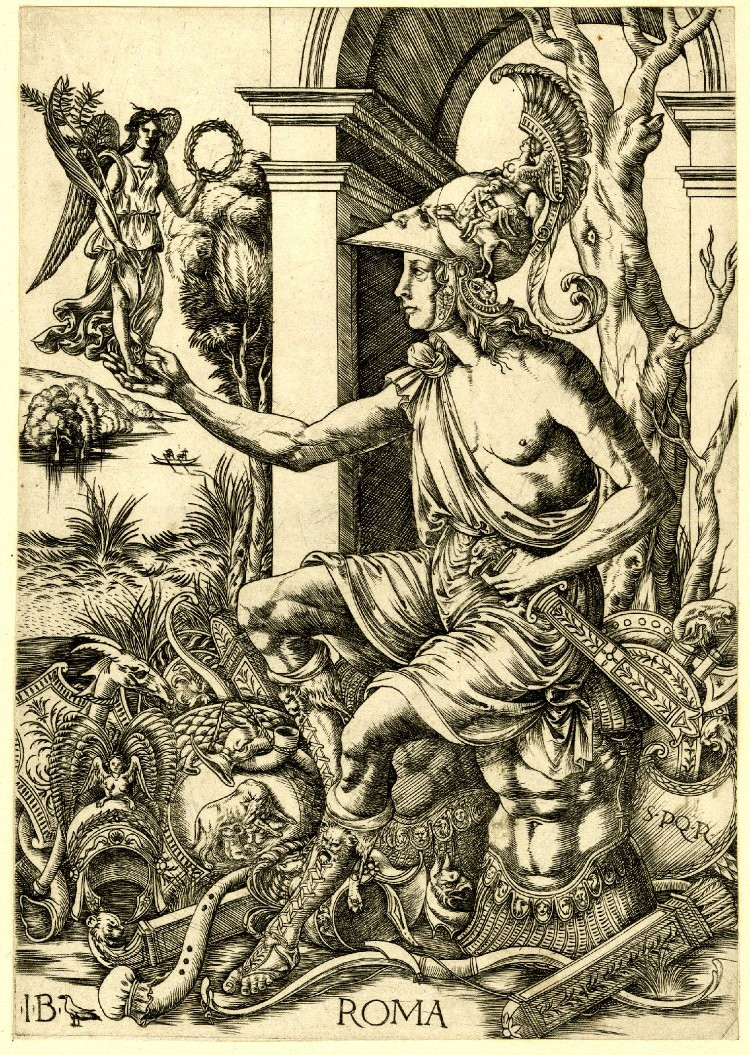
Персонификация Рима. Между 1500 и 1515. Гравюра резцом на меди

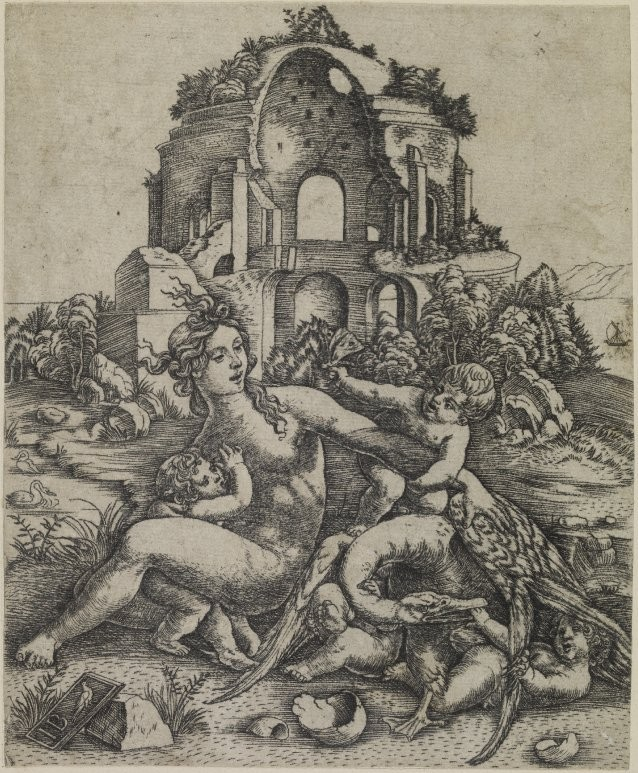
Леда и лебедь. Между 1500 и 1515. Гравюра резцом на меди

Сведений о художнике сохранилось крайне мало. Известно, что он был родом из Северной Италии. Гравюры с его монограммой были хорошо знакомы коллекционерам ещё в XVIII веке. Известный коллекционер гравюр Пьер-Жан Мариетт предположил, что монограмма скрывает имя «с птичьим значением», такое как «Иоаннес Баттиста Палумбус», а в 1923 году Артур Мейджер Хинд писал: «Можно предположить, что возможные фамилии — Пассери [воробей] или Уччелло [птица]».
Вопрос был решён в 1936 году, когда Аугусто Кампана опубликовал комментарий к рукописи стихов Евангелисты Мадделени деи Капподиферро в Ватиканской библиотеке, в которой Палумба идентифицировался со ссылкой на его гравюру Леды и Лебедя, и эта идентификация теперь общепринята.
Кампана датировал монограмму на «Леде» 1503 годом, основываясь на последовательности в рукописи, но Конрад Оберхубер привёл доводы в пользу даты около 1508—1510 годов, основываясь на стиле самой гравюры и её близости к датируемым гравюрам Маркантонио Раймонди.
Предположительно, Палумба работал не только в Риме, но также в Милане и Болонье. Палумба был предложен в качестве кандидата на авторство большой серии воображаемых профильных портретов известных людей своего времени в издании «Illustrium immagines» Андреа Фульвио (1517), а также других книжных иллюстраций в технике ксилографии, изданных в Венеции и Сиене между 1521 и 1524 годами.
Многие гравюры выдают влияния Альбрехта Дюрера, а также Андреа Мантеньи, Николетто да Модены, художников болонской школы, Содомы, Бальдассаре Перуцци, Франческо Франчи, Маркантонио Раймонди, Андреа Соларио и других художников.